# Magyar Etüdök
Magyar Etüdök (cuya traducción desde el húngaro es Études húngaros o Estudios húngaros) es una colección de tres estudios de György Ligeti. Está compuesta para 16 voces y fue terminada en 1983. Fue la primera composición vocal de Ligeti basada en poemas húngaros después de una pausa de 30 años.

## Composición y estreno
La composición está dedicada a Klaus Schöll. La obra no se estrenó como un conjunto, debido a que los estudios 1–2 y 3 se interpretaron por separado. Los movimientos 1 y 2 fueron interpretados por primera vez el 18 de mayo de 1983 en Stuttgart por la Schola Cantorum Stuttgart bajo la dirección de Clytus Gottwald. El movimiento 3 fue encargado por separado para el festival Rencontres internationales de musique contemporaine en Metz y fue presentado por primera vez el 17 de noviembre de 1983, en Metz, nuevamente por la Schola Cantorum Stuttgart bajo la dirección de Clytus Gottwald. La composición fue publicada más tarde por Schott Music.

## Análisis
La composición tiene una duración de cinco minutos en ejecutarse y consta de tres estudios. La letra de los movimientos se extrajo de obras del poeta húngaro Sándor Weöres, aunque aún se desconocen las fuentes originales. La lista de movimientos es la siguiente:
1. 9. Etüd (Tükörkánon). [Estudio nº 9 (Canon espejo)]. Moderato meccanico
2. 49. Etüd; 40. Etüd. [Estudios No. 49 y 40] . Andantino poco rubato
3. 90. Etüd (Vásár). [Estudio No. 90, "Fair" ]. Tempo giusto - Allegro vivace - Allegro con anima - Allegro moderato - Vivacissimo

Los cantantes se dividen en dos grupos distribuidos uniformemente. En el primer étude, tanto las altos como los bajos cantan solo una parte cada uno, mientras que las sopranos y los tenores tienen partes solistas. Presenta uno de los principales estilos compositivos de Ligeti, el meccanico, también utilizado en su Cuarteto de cuerda n.° 2 y en Ramifications. En el segundo movimiento, todos los cantantes tienen partes solistas.
El tercer movimiento, sin embargo, está marcado de una manera ligeramente diferente: sopranos, altos, tenores y bajos del grupo I están todos divididos y, junto con el grupo II en su conjunto, cantan cinco canciones diferentes. Los tempos del tercer movimiento son diferentes para cada grupo. El étude comienza con los bajos del grupo I, que están marcados como Tempo giusto (♩ = 90) ; luego, los dos altos del grupo I se unen con partes diferentes, marcados Allegro vivace (♩ = 160); ambas sopranos, que también interpretan papeles diferentes, son las siguientes en unirse, marcadas como Allegro con anima (♩ = 140) ; los dos tenores del grupo I se incorporan algún tiempo después, interpretando ambos la misma parte en Allegro moderato (♩ = 110). Finalmente, el grupo II en su conjunto se une al resto de músicos. Se dividen en dos partes, las sopranos y contraltos del grupo II tocando una parte y los tenores y bajos del grupo II tocando la otra. Todos están marcados como Vivacissimo (♩ = 190) . La composición se ajusta matemáticamente para que todos los músicos terminen la pieza de manera simultánea. Al final del último movimiento, Ligeti exige un "silencio absoluto" con una gruesa línea negra dibujada a lo largo de toda la página.